# Giovanni Palmieri
Pour les articles homonymes, voir Palmieri.
Giovanni Palmieri, né le 11 octobre 1906 est un ancien joueur de tennis professionnel italien.

## Palmarès

### Titre en simple
- Masters de Monte-Carlo 1935
- Masters de Rome 1934, finaliste en 1935